# Louis Ramond de Carbonnières

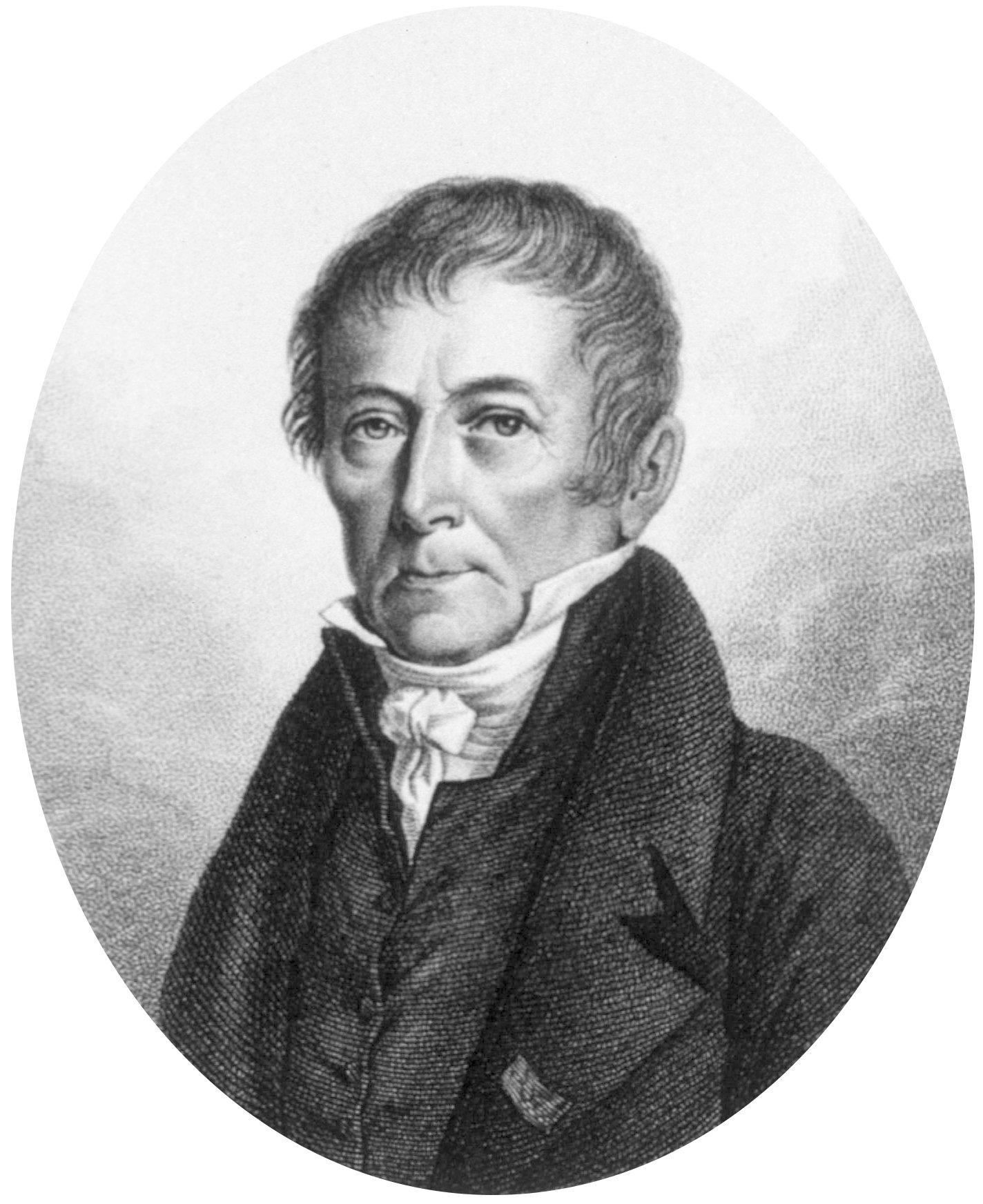
Louis Ramond de Carbonnières

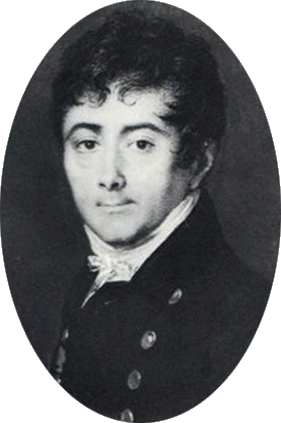
Louis Ramond de Carbonnières, Jugendbildnis

Louis François Elizabeth Ramond de Carbonnières  (* 4. Januar 1755 in Straßburg; † 14. Mai 1827 in Paris) war ein elsässisch-französischer Geologe, Botaniker und Politiker der als Pionier der Erforschung der Pyrenäen-Hochlagen gilt. Sein offizielles botanisches Autorenkürzel lautet „Ramond“.   

## Leben
De Carbonnières studierte Jura in Straßburg und wurde 1777 als Anwalt zugelassen. Als Student in Straßburg befreundete er sich mit dem Dichter Jakob Michael Reinhold Lenz und zeitgenössische deutsche Literatur des Sturm und Drang beeinflussten ihn, besonders Johann Wolfgang Goethes Die Leiden des jungen Werther, und 1777 veröffentlichte er selbst einen Werther-Roman (Les Dernières aventures du jeune d’Olban). Ebenfalls 1777 unternahm er eine Schweiz-Reise, bei der er Albrecht von Haller, Johann Kaspar Lavater und Charles Bonnet traf, und mit Lenz eine Rhein-Reise. 1779 zog er mit seinem Vater nach Paris, wo er 1790 einen historischen Roman veröffentlichte (La Guerre d’Alsace pendant le Grand Schisme d’Occident), der wenig erfolgreich war. Er kehrte bald darauf nach Straßburg zurück und trat als Sekretär in den Dienst des Kardinals Louis de Rohan, den er auf Reisen begleitete. Als der Kardinal im Rahmen der Halsbandaffäre 1786 ins Exil musste, begleitete ihn De Carbonnières und kam so auch das erste Mal mit den Pyrenäen in Kontakt, als sie 1787 im Badeort Barèges waren. Er befasste sich mit der Geologie der Pyrenäen, worüber er 1789 nach der Rückkehr nach Paris (der Kardinal durfte wieder nach Straßburg) veröffentlichte. Außerdem besuchte er Botanik-Vorlesungen von Antoine-Laurent de Jussieu und René Desfontaines im Jardin des Plantes. Er engagierte sich in der französischen Revolution politisch und war Deputierter der Nationalversammlung (1791), war Mitglied der Feuillants und floh in den Jahren der Terrorherrschaft aus Paris in die Pyrenäen, wo er sich naturwissenschaftlichen Studien widmete. Als politisch Verdächtiger stand er dort aber unter Aufsicht, wurde 1794 verhaftet und sieben Monate in Tarbes inhaftiert, wobei er mit Glück der Hinrichtung entkam.
Ab 1796 widmete er sich ganz der Naturgeschichte und war Professor an der Schule in Tarbes. Er korrespondierte mit Botanikern und Geologen wie Philippe Picot of Lapeyrouse (1744–1818), René Desfontaines (1750–1833), Jean Thore (1762–1823) und Dominique Villars (1745–1814) und später mit René Just Haüy, Alexandre Brongniart und Jean Florimond Boudon de Saint-Mercy (1748–1831).
1797 unternahm er mit Lapeyrousse und einigen Schülern eine Expedition zum Gipfel des Monte Perdido um geologische Fragen zu klären, erreichte den Gipfel aber nicht. Das gelang ihm erst 1802, wobei er aber erkennen musste, das ihm ein anderer zuvorgekommen war.
1800 kehrte er nach der Schließung seiner Schule in Tarbes nach Paris zurück und wurde wieder politisch aktiv. 1805 heiratete er die Tochter Bonne-Olympe seines Freundes Bon-Joseph Dacier (1742–1833) und Witwe des Generals Louis-Nicolas Chérin (1762–1799). Er machte unter Napoleon Karriere und wurde Vizepräsident des „Corps législatif“ und 1806 Präfekt des Départements Puy-de-Dôme. 1809 ernannte ihn Napoleon zum Baron. 1815 wurde er Abgeordneter im Département Puy-de-Dôme und 1818 in den Conseil d’État gewählt. Als Naturforscher befasste er sich nun mit dem Zentralmassiv in der Auvergne und reiste 1821 noch einmal zum Pic du Midi. Er liegt auf dem Friedhof von Montmartre begraben.
1802 wurde er Mitglied der Académie des sciences. Sein Herbarium ist im Naturgeschichtsmuseum von Bagnères-de-Bigorre.

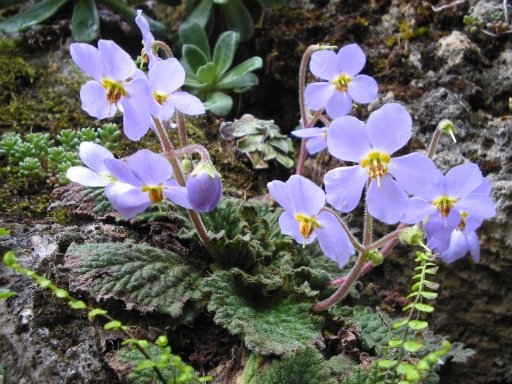
Ramonda myconi (Syn.: Ramonda pyrenaica)

## Ehrungen
Die Gattung Felsenteller (Ramonda Rich.), darunter der Pyrenäen-Felsenteller (Ramonda myconi), wurde ihm zu Ehren benannt und der 3263 m hohe Soum de Ramond im Monte Perdido Massiv sowie der 3011 m hohe Pic Ramougn im Néouvielle-Massiv.
1865 wurde in Bagnères-de-Bigorre die Société Ramond gegründet, die sich der wissenschaftlichen Erforschung der Pyrenäen widmet und ein jährliches Bulletin herausgibt.

## Schriften
- Observations faites dans les Pyrénées, pour servir de suite à des observations sur les Alpes, Paris 1789, Online
- Voyage au Mont-Perdu et dans la partie adjacente des Hautes-Pyrénées, Paris: Belin 1801, Online
- Mémoires sur la formule barométique de la mécanique celeste et les dispositions de l'atmosphère qui en modifient les propriétés, Landriot, Clermont-Ferrand 1811, Digitalisat
- Nivellement des Monts Dorés et des Monts Dômes disposé par ordre de terrains 1815
- Mémoire sur l’état de la végétation au sommet du Pic du Midi, Mémoires de l’Académie Royale des Sciences Paris 6, 1825, S. 81–174

Neuauflagen seiner Werke:
- Travels in the Pyrenees: containing a description of the principal summits, passes and vallies, Longman 1813
- Observations faites dans les Pyrénées, Flammarion, 2015
- Voyages au Mont-Perdu et dans la partie adjacente des Hautes-Pyrénées, librairie des Pyrénées et de Gascogne, 2002
- Viajes al Monte Perdido y a la parte adyacente de los Altos Pirineos: Francia, 1801–1804. Serie Histórica. Editor Organismo Autónomo Parques Nacionales 2002
- Herborisations dans les Hautes-Pyrénées: ou essai pour servir à l'histoire naturelle, tant des végétaux qui y croissent spontanément que de ceux qu'une culture habituelle y a naturalisés, Rando 1997